# Anne Mette Hansen
Pour les articles homonymes, voir Hansen.
Anne Mette Hansen, née le 25 août 1994 à Glostrup au Danemark, est une handballeuse internationale danoise évoluant au poste d'arrière gauche.

## Carrière
À l'âge de 19 ans, elle dispute sa première compétition internationale avec le Danemark lors du championnat du monde 2013 en Serbie, où elle remporte une médaille de bronze. Elle participe à tous les matchs et inscrit 15 buts durant la compétition.
Pour la saison 2017-2018, elle s'engage avec le club hongrois de Győr, récent vainqueur de la Ligue des Champions. Elle y remporte deux Ligue des champions en 2018 et 2019 ainsi que quatre Championnat de Hongrie.
Alors capitaine du club hongrois, elle décide en 2023 le Metz Handball où elle retrouve ses compatriotes Louise Burgaard et Kristina Jørgensen,. « C'est certainement la plus grande joueuse qui ait été amenée à rejoindre Metz Handball », s'enthousiasme alors l'entraîneur messin Emmanuel Mayonnade.

## Palmarès

### En club
compétitions internationales
- vainqueure de la Ligue des champions (2) en 2018 et 2019 (avec Győri ETO KC)

compétitions nationales
- finaliste du Championnat du Danemark (1) en 2017 (avec Copenhague Handball)
- finaliste de la coupe du Danemark (1) en 2017 (avec Copenhague Handball)
- vainqueure du Championnat de Hongrie (4) en 2018, 2019, 2022 et 2023
- vainqueure de la coupe de Hongrie (3) en 2018, 2019 et 2021

### En sélection
Ses résultats en compétitions internationales sont :
Championnats du monde
- troisième du championnat du monde 2013
- 6e place du championnat du monde 2015
- 9e place du championnat du monde 2019
- troisième du championnat du monde 2021
- troisième du championnat du monde 2023

Championnats d'Europe
- 8e place du championnat d'Europe 2014
- 4e place du championnat d'Europe 2016
- 8e place du championnat d'Europe 2018
- 4e place du championnat d'Europe 2020
- finaliste du championnat d'Europe 2022

Autres
- troisième du championnat d'Europe junior en 2013[7]
- vainqueur du championnat du monde jeunes en 2012[8]
- finaliste du championnat d'Europe jeunes en 2011[9]

### Récompenses individuelles
- élue meilleure arrière gauche du championnat d'Europe junior 2013[10]
- élue meilleure arrière gauche de la Ligue des champions 2018-2019[11]